# اوک گلن، سن برناردینو کانتی، کالیفرنیا
اوک گلن (به انگلیسی: Oak Glen) یک منطقهٔ مسکونی در ایالات متحده آمریکا است که در شهرستان سن برناردینو، کالیفرنیا واقع شده‌است. اوک گلن ۳۹٫۱۶۴ کیلومتر مربع مساحت و ۶۳۸ نفر جمعیت دارد و ۱٬۴۴۲٫۹۴ متر بالاتر از سطح دریا واقع شده‌است.